# Inoue Takehiko
Inoue Takehiko (井上 雄彦 Tỉnh Thượng Hùng Ngạn) là một họa sĩ manga Nhật Bản, sinh ngày 12 tháng 1 năm 1967 tại Okuchi, Kagoshima. Ông gây chú ý với loạt manga đề tài bóng rổ Slam Dunk (1990–1996), và jidaigeki Vagabond, là hai trong số những manga bán chạy nhất trong lịch sử. Nhiều tác phẩm của ông viết về bóng rổ, bản thân Inoue cũng là một người rất hâm mộ môn thể thao này. Các tác phẩm của ông được bán ở Bắc Mỹ thông qua Viz Media với Slam Dunk và Vagabond với Real, mặc dù Slam Dunk là từng do Gutsoon! Entertainment dịch. Năm 2012, Inoue trở thành người đầu tiên nhận Giải thưởng Văn hóa tại Giải thưởng Quốc tế Châu Á.

## Cuộc sống
Inoue sinh ở Okuchi, Kagoshima, nay là Isa, Kagoshima và thích vẽ từ khi còn nhỏ. Trong thời gian học tiểu học và trung học cơ sở, Inoue tham gia kendo và câu lạc bộ bóng rổ, sau này trở thành đội trưởng của câu lạc bộ. Vào năm thứ ba tại trường trung học Oguchi tỉnh Kagoshima, Inoue đã tham gia một khóa học mùa hè tại một trường dự bị nghệ thuật với kế hoạch đăng ký vào một trường đại học nghệ thuật, nhưng những trường như vậy quá đắt nên cuối cùng ông đã vào Đại học Kumamoto gần quê nhà. Việc ông đăng bài trên Weekly Shōnen Jump đã thu hút sự chú ý của biên tập viên Nakamura Taizo. Năm 20 tuổi, Inoue bỏ học đại học để chuyển đến Tokyo và theo đuổi sự nghiệp trở thành họa sĩ truyện tranh.

## Sự nghiệp
Trước khi ra mắt tác phẩm đầu tiên, Inoue là trợ lý của Hōjō Tsukasa, tác giả City Hunter. Ông ra mắt năm 1988 với tác phẩm Purple Kaede (楓パープル), xuất hiện tại tạp chí Weekly Shōnen Jump. Tác phẩm đạt giải thưởng thường niên Tezuka lần thứ 35. Ông bắt đầu loạt manga đầu tiên vào năm 1989 với Chameleon Jail, mà ông là người vẽ minh họa cho một câu chuyện do Watanabe Kazuhiko viết.
Inoue thực sự trở nên nổi tiếng với bộ manga tiếp theo, Slam Dunk, kể về đội bóng rổ của trường trung học Shohoku. Manga xuất bản trong Weekly Shōnen Jump từ năm 1990 đến 1996 và đã bán ra hơn 170 triệu bản trên toàn thế giới. Năm 1995, nó nhận được Giải Manga Shogakukan hàng năm lần thứ 40 cho shōnen manga và năm 2007 được tuyên bố là manga yêu thích nhất ở Nhật Bản. Slam Dunk đã được chuyển thể thành anime truyền hình dài 101 tập và bốn phim điện ảnh. Sự nổi tiếng của manga cũng tăng mức độ quan tâm đến bóng rổ trong giới trẻ Nhật Bản, dẫn đến việc Inoue và nhà xuất bản của ông là Shueisha đã mở ra chương trình học bổng Slam Dunk vào năm 2006 và Inoue cũng nhận lời khen ngợi từ Hiệp hội bóng rổ Nhật Bản vì đã giúp phổ biến bóng rổ trong nước.
Inoue ra mắt Buzzer Beater dưới dạng manga trực tuyến vào tháng 5 năm 1996 trên trang web Sports-i ESPN (nay là J Sports). Manga kể về một đội bóng rổ đến từ Trái đất cố gắng thi đấu ở cấp độ giữa các thiên hà. Truyện xuất hiện trên trang web chính thức của ông bằng bốn thứ tiếng: Nhật, Anh, Trung và Hàn. Buzzer Beater sản xuất thành loạt anime dài 13 tập vào năm 2005. Năm 2007, xưởng phát hành loạt 13 tập thứ hai. Cả hai phần đều do TMS Entertainment chuyển thành hoạt hình.

Triễn lãm manga "The LAST", Sendai, năm 2010

Vagabond là bộ manga tiếp theo của Inoue, được chuyển thể từ các câu chuyện hư cấu của Yoshikawa Eiji về samurai Musashi Miyamoto, mà ông bắt đầu vẽ vào năm 1998. Bộ truyện đã giành Giải Manga Kodansha cho truyện tranh tổng hợp vào năm 2000 và Giải thưởng lớn của Giải thưởng Văn hóa Tezuka Osamu lần thứ 6 năm 2002, nhận giải thưởng cùng với đồng nghiệp mangaka Miura Kentaro.
Khi vẫn đang làm Vagabond, Inoue bắt đầu vẽ Real vào năm 1999, là manga bóng rổ thứ ba của ông, tập trung vào bóng rổ trên xe lăn. Nó đã nhận Giải Xuất sắc tại Liên hoan Nghệ thuật Truyền thông Nhật Bản năm 2001. Inoue cũng tạo ra các thiết kế nhân vật cho game nhập vai Lost Odyssey trên Xbox 360, dựa trên tài liệu ban đầu do Sakaguchi Hironobu cung cấp. Sakaguchi đã tìm đến Inoue vì tài năng miêu tả "con người" và khả năng "minh họa cảm xúc bên trong của nhân vật" do mục tiêu của trò chơi điện tử là giải thích về con người.
Năm 2013, Inoue xuất bản hồi ký du lịch có minh họa về cuộc đời và kiến trúc của Antoni Gaudí có tựa đề Pepita: Takehiko Inoue Meets Gaudí, trình bày chi tiết những suy nghĩ và hành trình của ông trong Catalan.
Năm 2022, Inoue ra mắt công việc đạo diễn với bộ phim anime chuyển thể từ manga Slam Dunk, có tựa đề The First Slam Dunk. Inoue cũng viết kịch bản và câu chuyện cho phim.

## Công việc

### Manga
- Chameleon Jail (1989–1990)
- Slam Dunk (1990–1996)
- Buzzer Beater (1996–1998)
- Vagabond (1998–2015) (Bị gián đoạn)
- Real (1999–nay)